# Lista över Disneys animerade TV-serier
Walt Disney Company har genom Walt Disney Television producerat en mängd olika animerade TV-serier sedan mitten av 1980-talet. Animationen har skett huvudsakligen av Walt Disney Television Animation och sedermera nedlagda animationsstudior i Australien och Japan. Under senare år har man dock mer och mer kommit att förlita sig på studiostabar utanför Disneykoncernen.

## De traditionella serierna
Hit räknas de serier som har karaktärer från antingen de klassiska kortfilmerna eller Disneyklassikerna i rollerna, samt spinoff-serier till dessa.
Dessutom brukar Bumbibjörnarna, Gargoyles och Mighty Ducks föras hit, då de ingick i det smått legendariska amerikanska TV-blocket Disney Afternoon, som 1990-1997 på allvar fastställde succén med Disneys tecknade TV-serier. Slutligen ingår här även Wuzzlarna som lades ned innan The Disney Afternoon startade. I samband med Wuzzlarnas nedläggning inleddes produktionen av en ny serie, som dock i slutändan endast blev en entimmes TV-film; Fluppy Dogs.
| Serie                              | Originaltitel                             | År        | Avsnitt |
| ---------------------------------- | ----------------------------------------- | --------- | ------- |
| Wuzzlarna                          | The Wuzzles                               | 1985      | 13      |
| Bumbibjörnarna                     | The Adventures of the Gummi Bears         | 1985-1990 | 65      |
| Duck Tales                         | Duck Tales                                | 1987-1990 | 100     |
| Nya äventyr med Nalle Puh          | The New Adventures of Winnie the Pooh     | 1988-1991 | 54      |
| Piff och Puff - Räddningspatrullen | Chip'n Dale Rescue Rangers                | 1989      | 65      |
| Luftens hjältar                    | TaleSpin                                  | 1990-1991 | 65      |
| Darkwing Duck                      | DarkWing Duck                             | 1991-1992 | 91      |
| Långbens galna gäng                | Goof Troop                                | 1992      | 79      |
| Den lilla sjöjungfrun              | The Little Mermaid                        | 1992-1994 | 31      |
| Bonkers, Marsupilami & C:o         | Raw Toonage                               | 1992      | 12      |
| Bonkers                            | Bonkers                                   | 1993-1994 | 65      |
| Marsupilami                        | Marsupilami                               | 1993      | 13      |
| Aladdin                            | Aladdin                                   | 1994-1995 | 86      |
| Gargoyles                          | Gargoyles                                 | 1994-1997 | 78      |
| Shnookums och Meat                 | The Shnookums and Meat Funny Cartoon Show | 1995      | 13      |
| Timon och Pumbaa                   | Timon and Pumbaa                          | 1995-1999 | 86      |
| Quack Pack                         | Quack Pack                                | 1996      | 39      |
| Mighty Ducks                       | The Mighty Ducks                          | 1996-1997 | 26      |
| Lilla Djungelboken                 | Jungle Cubs                               | 1996-1998 | 21      |
| 101 Dalmatiner                     | 101 Dalmatians: The Series                | 1997-1998 | 65      |
| Herkules                           | Hercules                                  | 1998-1999 | 65      |
| Musses verkstad                    | Mickey Mouse Works                        | 1999-2000 | 27      |
| Buzz Lightyear, rymdjägare         | Buzz Lightyear of Star Command            | 2000-2001 | 65      |
| Hos Musse                          | House of Mouse                            | 2001-2003 | 52      |
| Disneys Legenden om Tarzan         | The Legend of Tarzan                      | 2001-2002 | 39      |
| Lilo & Stitch                      | Lilo & Stitch: The Series                 | 2003-2007 | 65      |
| Kejsarens nya skola                | The Emperor's New School                  | 2006-2008 | 52      |

## Den nya vågen disneyserier
1996 köpte Disney rättigheterna till Nickelodeons nedlagda tecknade TV-serie Doug. Sedan dess har man producerat flera TV-serier utan koppling till de klassiska figurerna. 
Sinsemellan har dessa serier ganska lite gemensamt; många som Rasten och En jycke i klassen har vanliga barn - ofta i mellanstadieåldern - i huvudrollerna, medan andra är science fiction-serier. Clerks sticker ut speciellt, som Disney enda tecknade TV-serie som riktar sig till en vuxen publik. Med ett par undantag är dock dessa serier huvudsakligen komediserier.
Sedan millennieskiftet är det denna typ av serier som tagit över stora delar Disneys TV-produktion.
Doug, En jycke i klassen och Brandy & herr Morris har visats på SVT. Övriga har, i den mån de nått Sverige,  enbart visats på Disneys egna kanaler, då i huvudsak på Disney Channel.
| Serie                      | Originaltitel              | År              | Avsnitt |
| -------------------------- | -------------------------- | --------------- | ------- |
| Doug                       | Brand Spanking New! Doug   | 1996-1999       | 65      |
| ?                          | Nightmare Ned              | 1997            | 25      |
| Rasten                     | Recess                     | 1997-2001       | 65      |
| Pepper Ann                 | Pepper Ann                 | 1997-2000       | 65      |
| Helgen med gänget          | The Weekenders             | 2000-2004       | 39      |
| ?                          | Clerks                     | 2002            |         |
| En jycke i klassen         | Teacher's Pet              | 2000-2002       | 39      |
| Lloyd i rymden             | Lloyd in Space             | 2001-2004       | 39      |
| Familjen Proud             | The Proud Family           | 2001-2005       | 52      |
| ?                          | Teamo Supremo              | 2002-2004       | 39      |
| Kim Possible               | Kim Possible               | 2002-2005, 2007 | 87      |
| Fillmore!                  | Fillmore!                  | 2002-2004       | 26      |
| Dave Barbaren              | Dave the Barbarian         | 2004-2005       | 22      |
| Brandy & herr Morris       | Brandy & Mr. Whiskers      | 2004-2006       | 39      |
| American Dragon: Jake Long | American Dragon: Jake Long | 2005-2007       | 52      |
| Det surrar om Maggie       | The Buzz on Maggie         | 2005-2006       | 21      |
| Ersättarna                 | The Replacements           | 2006-??         | 52      |
| Phineas & Ferb             | Phineas and Ferb           | 2007-??         | 65      |
| Fem på spaning             | Famous 5: On the Case      | 2008-??         | 26      |

## Jetix Concept Animation
I oktober 2001 köpte Walt Disney Company upp TV-kanalen Fox Kids, och ersatte under de kommande åren kanalens namn till Jetix. Tidigare hade kanalen enbart förlitat sig på inköpta serier från i huvudsak Kanada, Japan och Frankrike, men under Disney började man även producera nya serier, som vanligen är en samproduktion mellan Walt Disney Television Animation och Jetix Concept Animation. Dessa serier tenderar att, jämfört med övriga Disneyproducerade TV-serier, betona action framför komedi, och visar tydliga influenser från japansk anime. 
Till skillnad från samtliga övriga Disneyproduktioner marknasförs dessa serier inte under namnet Disney.
| Serie                                 | Originaltitel                          | År        | Avsnitt |
| ------------------------------------- | -------------------------------------- | --------- | ------- |
| Super Robot Monkey Team Hyperforce Go | Super Robot Monkey Team Hyperforce Go! | 2004-2009 | 52      |
| W.i.t.c.h.                            | W.i.t.c.h.                             | 2004-2006 | 52      |
| ?                                     | Dragon Booster                         | 2004-2006 | 39      |
| A.T.O.M.                              | A.T.O.M. - Alpha Teens on Machines     | 2005-2007 | 52      |
| ?                                     | Get Ed                                 | 2005-2006 | 26      |
| Yin Yang Yo!                          | Yin! Yang! Yo!                         | 2006-2009 | 62      |

## Playhouse Disney
1998 hade Nalle har ett stort blått hus premiär på amerikanska Disney Channel. Den kom att bli den första serien inom den nya kanalsatsningen Playhouse Disney som vänder sig till förskolebarn. Här rör det sig huvudsakligen inte om tecknade serier, utan om dockor i olika varianter. Den gemensamma nämnaren för dessa serier är att de riktar sig till barn som ännu inte börjat skolan och att de har en tydlig pedagogiskt ambition.
En handfull animerade serier har dock producerats även inom ramarna för Playhouse Disney. Hittills (september 2006) är det fyra stycken; Familjen Utter, Stanley, Små Einsteins och den datoranimerade Musses klubbhus.
Tre äldre dockserier, Welcome to Pooh Corner, Dumbo's Circus och Sing me a Story with Belle, kan också föras till den här gruppen, då de är producerade av Disney och har samma målgrupp och pedagogiska upplägg som Playhouse Disney-serierna. 
Disney har meddelat att en svensk version av kanalen Playhouse Disney ska få premiär under oktober 2006 men fram till dess är Playhouse Disney enbart ett programblock på Disney Channel.
På SVT har man visat Nalle har ett stort blått hus, Familjen Utter, Boken om Puh och Små Einsteins. 
| Serie                           | Originaltitel              | År        | Avsnitt |
| ------------------------------- | -------------------------- | --------- | ------- |
| -                               | Welcome to Pooh Corner     | 1983-1995 | 120     |
| -                               | Dumbo's Circus             | 1985-1995 | 120     |
| -                               | Sing me a Story with Belle | 1995-1996 | 26      |
| Nalle har ett stort blått hus   | Bear in the Big Blue House | 1997-2003 | 109     |
| Familjen Utter                  | PB&J Otter                 | 1998-2002 | 65      |
| Rolie Polie Olie                | Rolie Polie Olie           | 1998-2003 | 60      |
| Boken om Puh                    | The Book of Pooh           | 2001-2002 | 69      |
| Stanley                         | Stanley                    | 2001-2007 | 65      |
| JoJos Cirkus                    | JoJo's Circus              | 2003-2007 | 63      |
| Higglystans hjältar             | Higglytown Heroes          | 2004-2008 | 65      |
| Små Einsteins                   | Little Einsteins           | 2005-2009 | 76      |
| Musses klubbhus                 | Mickey Mouse Clubhouse     | 2006-2010 | 125     |
| Händige Manny                   | Handy Manny                | 2006-2009 | 113     |
| Mina vänner Tiger och Nalle Puh | My Friends Tigger and Pooh | 2007-2010 | 63      |
| Specialagent Oso                | Special Agent Oso          | 2009-2011 | 60      |
| Djungelhjul                     | Jungle Junction            | 2009-2010 | 46      |